# Чемпионат Океании по бейсболу
Чемпионат Океании по бейсболу — соревнования мужских национальных бейсбольных сборных стран Австралии и Океании, проводимые под эгидой Конфедерации бейсбола Океании (BCO).
Лишь в первом подобном турнире, проведённом в 1999 году, в числе участников было три команды. На двух последующих чемпионатах играли только две сборные, а в 2004 и 2007 чемпионский титул присуждался без игр, так как после снятия с турнира сборной Новой Зеландии единственным участником оставалась команда Австралии. После 2007 года чемпионаты Океании не проводились.  

## Призёры
| Год  | Место проведения   | Золото    | Серебро            | Бронза |
| 1999 | Хагатна (Гуам)     | Гуам      | Американское Самоа | ФШМ    |
| 2000 | Хагатна (Гуам)     | Гуам      | Американское Самоа | —      |
| 2003 | Дзонья (Гуам)      | Австралия | Гуам               | —      |
| 2004 | Сидней (Австралия) | Австралия | —                  | —      |
| 2007 | Сидней (Австралия) | Австралия | —                  | —      |

## Медальная таблица
| Сборная            | Золото | Серебро | Бронза | Всего |
| Австралия          | 3      | 0       | 0      | 3     |
| Гуам               | 2      | 1       | 0      | 3     |
| Американское Самоа | 0      | 2       | 0      | 2     |
| ФШМ                | 0      | 0       | 1      | 1     |